# Nealcidion privatum
Nealcidion privatum es una especie de escarabajo longicornio del género Nealcidion, tribu Acanthocinini, subfamilia Lamiinae. Fue descrita científicamente por Pascoe en 1866.

## Descripción
Mide 8,5-10,5 milímetros de longitud.

## Distribución
Se distribuye por Colombia, Costa Rica, Guatemala, Honduras, Nicaragua, Panamá y Venezuela.